# Karayazı
Karayazı est une ville et un district de la province d'Erzurum dans la région de l'Anatolie orientale en Turquie.
Karayazı qui veut dire "l'écrit sombre"
est une region montagneuse